# Hassan ibn Talal

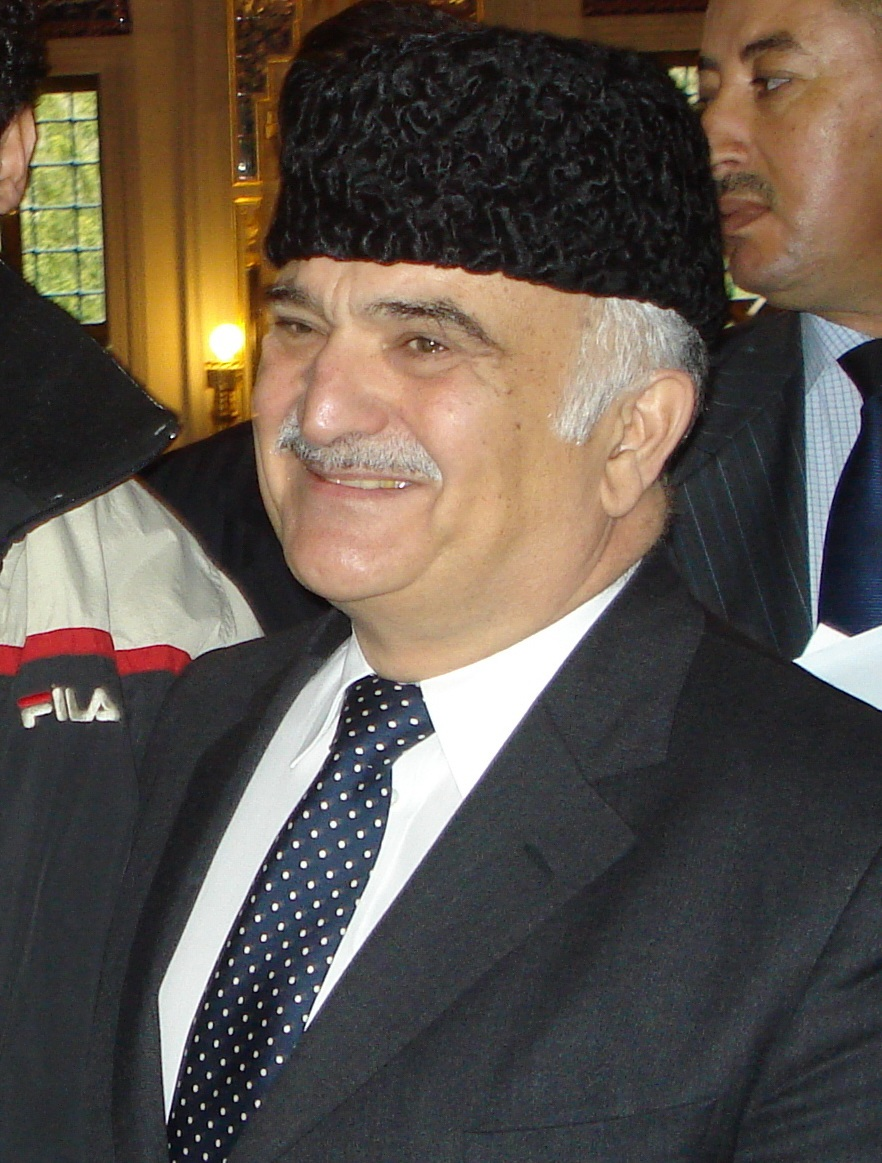
Prinz Hassan Ibn Talal

Prinz Hassan ibn Talal (arabisch الحسن بن طلال, DMG al-Ḥasan b. Ṭalāl; * 20. März 1947 in Amman) ist ein Mitglied des Herrscherhauses von Jordanien.

## Leben
Hassan ist der Sohn von Talal von Jordanien und dessen Frau Zein al-Sharaf Talal, der Bruder des ehemaligen Königs Hussein I. und der Onkel des jetzigen Königs Abdullah II. Er war von 1965 bis 1999 Kronprinz. 
Prinz Hassan studierte Orientwissenschaften am Christ Church College in Oxford. Er ist bekannt für seine Unterstützung eines toleranten Islam. Er war von 1999 bis 2006 Präsident der Weltkonferenz der Religionen für den Frieden. Von 2000 bis 2006 war er Präsident des Club of Rome. Er ist Gründer diverser arabischer Organisationen und u. a. Gründer und Vorsitzender des Kuratoriums der Königlichen Gesellschaft der Wissenschaften in Jordanien. Er ist auf einen Dialog der Religionen bedacht und rief die Trilaterale Kommission für das islamisch-christlich-jüdische Gespräch ins Leben. Er engagiert sich außerdem im interreligiösen Beraterausschuss der UNESCO und ist Ehrenmitglied ihrer Weltkommission für Kultur und Entwicklung. Für den vom Stifter des Right Livelihood Award Jakob von Uexküll gegründeten World Future Council fungiert Prinz Hassan als Ratsmitglied.
Hassan ibn Talal ist ein passionierter Taucher, war jordanischer Teamkapitän im Polo-Spiel und nennt einen Schwarzen Gürtel in Taekwondo sein Eigen. Er ist seit 1968 mit der bengalischen Prinzessin Sarvath, der Tochter von Shaista Suhrawardy Ikramullah, verheiratet. Das Paar hat die drei Töchter Rahma, Sumaya und Badiya und den Sohn Rashid.

## Verschiedenes
Er ist Founder Fellow des Königlichen Aal al-Bayt Instituts für Islamisches Denken (Royal Aal al-Bayt Institute for Islamic Thought), Jordanien.

## Auszeichnungen und Ehrungen
Prinz Hassan erhielt das Große Goldene Ehrenzeichen am Bande für Verdienste um die Republik Österreich. Im Jahre 2006 wurde ihm der Berliner Friedensuhr-Preis verliehen. Das liberale Rabbinerseminar Abraham-Geiger-Kolleg verlieh Prinz Hassan 2008 in Berlin den Abraham Geiger Preis. Im selben Jahr wurde er mit dem Augsburger Friedenspreis und dem Niwano-Friedenspreis ausgezeichnet. Die Laudatio hielt Hans Küng. 2010 erhielt er den Markgräfin-Wilhelmine-Preis der Stadt Bayreuth für seinen Einsatz für den Dialog zwischen den Religionen und die Förderung des Verständnisses und der Eintracht zwischen islamischer und nicht-islamischer Welt.
20 Ehrendoktorate von Universitäten aus aller Welt wurden ihm in der Vergangenheit verliehen.
2014 wurde ihm der Toleranzring der Europäischen Akademie der Wissenschaften und Künste verliehen.